# 奧斯特里夫 (佐洛奇夫區)
49°55′42″N 24°35′45″E / 49.92833°N 24.59583°E
奧斯特里夫（羅馬化：Ostriv）是烏克蘭西部的村莊，隸屬利維夫州的佐洛奇夫區。該村始建於1400年，面積1.54平方公里，海拔高度210米，2022年人口289，人口密度每平方公里229.92人。